# زمین‌خواری در ایران
زمین‌خواری در ایران به تصرف غیرقانونی یا غیراخلاقی زمین‌های عمومی یا خصوصی توسط افراد، گروه‌ها یا نهادهای مختلف در ایران گفته می‌شود. این پدیده معمولاً با جعل اسناد، تبانی با برخی مقامات، تغییر کاربری غیرمجاز زمین‌ها یا تصرف عدوانی همراه است. زمین‌خواری می‌تواند شامل تصاحب زمین‌های منابع طبیعی، مراتع، جنگل‌ها، اراضی دولتی یا زمین‌های اشخاص دیگر باشد.

## تاریخچه
در ایران، زمین همواره عنصری تعیین‌کننده در ساختار اجتماعی و اقتصادی بوده است. نظام تیولداری که قرن‌ها بر کشاورزی ایران حاکم بود، نه‌تنها مالکیت زمین بلکه قدرت سیاسی را نیز در اختیار گروه‌های خاصی قرار می‌داد. شاه با واگذاری زمین و عواید آن به مقام‌های دیوانی و لشکری، هم حاکمیت خود را تثبیت می‌کرد و هم شبکه‌ای از وفاداران ایجاد می‌نمود. این امتیازات اغلب موروثی بود و باعث شکل‌گیری طبقه‌ای از زمین‌داران شد که رابطه مستقیم با قدرت داشتند. علاوه بر این، روحانیان نیز از طریق کنترل زمین‌های وقفی، نفوذ قابل‌توجهی در جامعه کسب کردند. در چنین ساختاری، زمین نه‌تنها اقتصاد، بلکه روابط طبقاتی و جایگاه گروه‌های مختلف در برابر حکومت را تعریف می‌کرد.
پس از انقلاب، بسیاری از املاک مصادره شدند و نظام مالکیت زمین دچار ابهام و بی‌ثباتی شد. هرچند شورای نگهبان اصلاحات ارضی را غیرقانونی دانسته بود، مجمع تشخیص مصلحت در دهه ۱۳۷۰ آن را تأیید کرد. به گفته معاون سازمان جنگل‌ها، از ۱۴۰ میلیون هکتار اراضی ملی، حدود ۱۰ میلیون هکتار هنوز بدون سند است.

## انواع زمین‌خواری در ایران
- جنگل خواری
- کوه خواری
- زمین خواری

### ساحل خواری
به موجب قانون حفظ «حریم دریا» لازم است و حریم دریا تا ۶۰ متر باید محترم شمرده شود تا شهروندان به دریا دسترس داشته باشند. این قانون در دریای خزر به شدت نقض شده است. ویلاسازان عملاً ساحل دریا را از مردم دزدیده‌اند. حالا در جنوب ایران و سواحل خلیج فارس نیز کرانه دریا قربانی سودجویی و آزمندی زمین‌خواران شده است.

## روش‌های زمین‌خواری در ایران
```
 - جعل اسناد و مدارک مالکیت
 - تصرف عدوانی اراضی دولتی و شخصی
 - تغییر کاربری غیرقانونی زمین‌های کشاورزی و منابع طبیعی
 - تبانی با برخی مسئولان و نهادهای اداری
```

## گستره جغرافیایی
۱۸ مهر محمدرضا شاملو، معاون عمران روستایی بنیاد مسکن، به خبرگزاری مهر گفت: «بیشترین تعداد زمین خواری در روستاهای مازندران، تهران، فارس و همدان اتفاق افتاده است.»

### استان گیلان
موضوع ساخته شدن صدها خانه ویلایی در گردنه حیران در «ستاد مبارزه با مفساد اقتصادی» با حضور استاندار گیلان، وزیر جهاد کشاورزی، راه و شهرسازی مطرح شد. در منطقه مزبور دهیاری «برای ۳۰۰ خانه مجوز غیرقانونی صادر کرده و ۲۰۰ خانه نیز اصلاً مجوز ندارند.»

### استان گلستان
در روستای در استان گلستان به نام «زیارت» به‌طور رسمی ده‌ها ویلا و آپارتمان بدون پروانه و مجوز ساخته شده است. برخی از خانه‌ها سال‌ها پیش بدون مجوز ساخته شده‌اند اما تازه امروز است که برای آنها پرونده حقوقی تنظیم می‌شود.

### استان مازندران
انواع زمین خواری در شمال کشور شامل، کوه خواری، زمین خواری، جنگل خواری، مازندران را به بهشت زمین خواران تبدیل کرده است. بیشترین عامل زمین‌خواری در استان مازندران به دلیل ساخت و سازهای نادرست و بی‌رحمانه است.
۶۰ فقره تصرف اراضی با ارزش ۴۴۶ میلیارد تومان در اسفند ۱۴۰۲ گزارش شده است. مدیرکل منابع طبیعی و آبخیزداری استان مازندران منطقه نوشهر از کشف یک مورد پدیده زمین خواری به گستره پنج هزار و ۷۰۰ هکتار در بخش خرم‌آباد تنکابن خبرداد. فرمانده انتظامی مازندران مهر ۱۴۰۳ بیان کرد در شش ماه ۷۷ مورد زمین‌خواری با ۶۷۵ متر مربع آزادسازی انجام شد و ۱۴ هزار میلیارد ریال ارزش اراضی آزادشده بود. مرداد ۱۴۰۲ فرمانده انتظامی استان مازندران از تغییر کاربری ۱۲ هزار متر مربع از زمین‌های زراعی در یکی از مناطق شهرستان عباس‌آباد، به ارزش ۱۲۰۰ میلیارد ریال خبر داد.
قطعات موسوم به ۱۰ هکتاری به اراضی در غرب مازندران که ۲۸۷ قطعه آن در نوشهر، ۵۳۰ قطعه در عباس‌آباد و بقیه نیز در چالوس واقع است و زیر مجموعه منابع طبیعی و آبخیزداری غرب مازندران به‌شمار می‌رود. قبل از انقلاب اسلامی حدود ۱۰۰۰ زمین جلگه‌ای با وسعت چندین‌هکتاری در جنگل‌های شمال کشور و با شرط تغییر نکردن کاربری به افراد واگذار می‌شود، اما برخی از این زمین‌های جلگه‌ای با مساحت چندین هکتار طی سال‌های گذشته مورد سوءاستفاده بعضی سودجویان قرار گرفته است. در یکی از موارد بررسی‌شده، مشخص می‌شود فرزندان چهره مشهور اقتصادی که سابقه محکومیت هم دارد یکی از زمین‌های جلگه‌ای چندین‌هکتاری را در سال ۱۴۰۰ با تغییر کاربری برای ساخت‌وساز آماده کرده‌اند و از چندی پیش نیز ساخت‌وساز در این زمین‌ها شروع شده است.

#### دماوند
آذر ۱۳۹۸، دادستان دماوند با اشاره به اینکه باند بزرگ زمین خواری در دماوند کشف شده است از دستگیری ۴ نفر از مدیران ارشد باند رانت ادارات خبر داد.
بهمن ۱۴۰۳، یاشار سلطانی، روزنامه‌نگار، با انتشار گزارشی از یک زمین‌خواری بزرگ در منطقه «خوش آب‌وهوای» دماوند با مشارکت دولت‌های حسن روحانی و ابراهیم رئیسی و دستگاه قضایی محسنی اژه‌ای پرده برداشت. یاشار سلطانی در این گزارش از شخصی که او را «رضا دژآگاه» و شرکتی که «لوتوس» معرفی کرده نام می‌برد که به گفته او در سال ۱۳۹۸ و دوره ریاست جمهوری روحانی، زمینی به مساحت بیش از ۳۱۳ هزار مترمربع را در منطقه «چشمه اعلای» دماوند، با قیمتی حدود ۲۶ برابر ارزان‌تر از قیمت واقعی تصاحب می‌کند.
«بیش از ۳۱۳ هزار متر مربع زمین واگذار شده به شرکت لوتوس در بهترین منطقه دماوند که به بام دماوند هم مشهور است، در سال ۱۳۹۸ به قیمت هر متر حدود ۲۶۰ هزار تومان و در مجموع با قیمت ۸۲ میلیارد تومان محاسبه شده، این در حالی است که متوسط قیمت زمین در این منطقه در آن سال حدوداً از قرار متری ۷ میلیون تومان بوده و اکنون تا متری ۴۰ میلیون تومان قیمت‌گذاری می‌شود.»

### استان بوشهر
برخی از سودجویان ساحل گناوه در استان بوشهر را تصرف کرده و در آن ویلا ساخته‌اند. به گفته مدیر کل منابع طبیعی بوشهر: «۵ هزار پرونده زمین‌خواری داریم.»
دادستان گناوه این ساخت و سازها را غیرقانونی دانسته اما برای مقابله با این پدیده ابراز ناتوانی کرده و می‌گوید: «سودجویان با روابط نادرست با برخی جاها، حکم گرفته‌اند». برای نمونه او از شهرستان دشتستان نام می‌برد و توضیح می‌دهد: «۲۰۰ هکتار زمین را در حریم برازجان، تملک کردند و فروختند. در تنگستان نیز اینطور بوده است. متأسفانه بعضی از وکلایی که می‌آیند و با برخی مدعیان مالکیت، اسناد را درست می‌کنند و با علم حقوق، از دستگاه قضایی رای می‌گیرند.»
موسوی‌نژاد، نماینده دشتستان بوشهر در مجلس شکوه می‌کند: «برخی از فرزندان مسئولان دنبال زمین مناطق آزاد بوشهر هستند» و اضافه می‌کند: «اجازه بدهید اسم نبرم.»

### استان قزوین
ارگان‌های قدرتمند به راحتی زمین‌های مرغوب را تصاحب می‌کنند. برای نمونه در «ورودی قزوین ۲۷ هکتار بدون طی مراحل قانونی از جمله تبصره ماده ۱۰۱ قانون شهرداری‌ها، اجازه دیوارکشی داده شده» و فعلاً مشغول ساخت و ساز هستند. همان «مراجع پرقدرت» جهاد را تهدید کرده‌اند که حق شکایت ندارد.

### استان تهران
در شهرستان پلور و همچنین روستاهای لواسان برای نمونه یک مقام مسئول می‌گوید: «در لواسان، روستایی به نام انباج است. کارشناس فرستادیم رفتند و دیدند چند نفر محلی زمین‌خوار اتاقکی ساختند و گفتند اینجا امامزاده است. چون فاصله ۱۰۰۰ متر با تپه بوده، یک پل با قیمت ۱ میلیارد و ۴۰۰ میلیون تومان ساختند تا دسترسی به ۴۰ هکتار آن طرف داشته باشند. به نام دسترسی به امامزاده این پل را زدند.»

### استان کردستان
مقامات ایران می‌گویند، جنگل‌سوزی روستاهای مرزی شهرستان مریوان گسترش یافته و غیرقابل کنترل شده است. حدود ۳۰۰ هکتار از این جنگل‌ها در محاصره آتش قرار گرفته و گفته می‌شود علت این آتش‌سوزی، «انسانی و با هدف زمین‌خواری» است. مدیر کل بحران استانداری کردستان ۹۵ درصد آتش‌سوزی‌ها را عمدی می‌داند و می‌گوید، آتش‌سوزی با هدف زمین‌خواری سال‌هاست که در کشور انجام می‌گیرد.
```
 - زمین‌خواری در اطراف تهران و کلان‌شهرها
 - تصرف غیرقانونی زمین‌های ساحلی و جنگلی
 - تخریب مراتع و منابع طبیعی در استان‌های مختلف
```

## پیامدها
بنا به گفته کارشناسان و مسوولان امر ساخت و ساز غیرمجاز در اراضی جلگه ای و ملی غرب مازندران افزایش یافته است به طوری که ادامه این روند علاوه بر تخریب محیط زیست، کالبد طبیعی منطقه و روستاهای غرب مازندران را با چالش جدی مواجه کرده است.
```
 - تخریب محیط‌زیست و منابع طبیعی
 - افزایش قیمت زمین و مسکن
 - گسترش فساد اقتصادی و اداری
 - کاهش اراضی کشاورزی و تهدید امنیت غذایی
```

## قوانین و مقررات
چنین جرمی، با این عنوان، به‌طور رسمی در قوانین ایران تعریف نشده است.
به موجب قانون حفظ «حریم دریا» لازم است و حریم دریا تا ۶۰ متر باید محترم شمرده شود تا شهروندان به دریا دسترس داشته باشند.
```
 - قوانین مرتبط با حفظ اراضی ملی و منابع طبیعی
 - نقش سازمان ثبت اسناد و املاک کشور در مقابله با زمین‌خواری
 - عملکرد قوه قضائیه و سازمان بازرسی کل کشور در مبارزه با زمین‌خواری
```

## پرونده‌های مشهور
گردنه حیران، کمال‌الدین پیر مؤذن و صفر نعیمی، نمایندگان اردبیل و آستارا در مجلس، متقابلاً یکدیگر و بستگان یکدیگر را به دست داشتن در زمین‌خواری متهم کرده‌اند.
مقداد نجف‌نژاد و احمد توکلی، نمایندگان بابلسر و تهران در مجلس، به همدیگر اتهام زمین‌خواری زدند. نجف‌نژاد، آقای توکلی را متهم کرد که چندهزار متر زمین را در شهرک غرب با تخفیف فراوان از بنیاد مستضعفان گرفته است. احمد توکلی هم او متهم کرد که بخشی از املاک و پلاژهای مصادره‌شده خاندان پهلوی را به عنوان هیئت امنای صندوق قرض‌الحسنه از بنیاد مستضعفان گرفته و تفکیک کرده و فروخته است.
زمین‌خواری چند صدهکتاری محمدجواد لاریجانی: محمود احمدی‌نژاد هم وقتی که رئیس‌جمهور بود، با متهم کردن یکی از چهره‌های پرنفوذ جمهوری اسلامی گفت: «کسی که در اطراف تهران ۳۰۰ هکتار از بهترین زمین‌های دولت را سال‌ها است تصرف کرده و وزیر جهاد کشاورزی قبلی زورش نرسیده و تاکنون وزیر فعلی نیز نتوانسته کاری کند.»
کامران دانشجو به عنوان استاندار تهران در دولت نهم، در مورد ۱۵۰ هکتار زمین در لواسان «مجوزهای غیرقانونی» صادر کرده است.
کاظم صدیقی
بر اساس اسنادی که یاشار سلطانی، روز ۲۳ اسفند در سایت رسمی خود منتشر کرده، کاظم صدیقی، امام جمعه تهران، باغی به مساحت چهارهزار و ۲۰۰ متر مربع را با همراهی پسرانش در منطقه اُزگل تهران تصاحب کرده است. کاظم صدیقی، امام جمعه موقت تهران در نخستین واکنش خود به ماجرای افشای خبر انتقال مالکیت یک باغ ۴ هزار و دویست متری در ازگل تهران به نام خود و پسرانش، خود را «خدمتگزار انقلاب» نامید. او همچنین مدعی شد که افشاکنندگان این اسناد «اعتقادات مردم» را هدف قرار داده‌اند.
محمدجواد لاریجانی
رئیس کل دادگستری استان تهران اعلام کرد که بنا به درخواست رئیس قوه قضاییه جمهوری اسلامی پرونده ای برای رسیدگی به موضوع «زمین‌خواری» محمدجواد لاریجانی، دبیر ستاد حقوق بشر قوه قضاییه، تشکیل شده است. رسانه‌های داخلی ایران در مورد وجود پرونده «تصرف عدوانی» دست‌کم ۳۴۲ هکتار از منابع ملی در بخش جوادآباد در جنوب شرقی شهرستان ورامین توسط محمدجواد لاریجانی خبر داده‌اند.
صادق لاریجانی
گروه جنبش عدالتخواه دانشجویی در نامه‌ای از ابراهیم رئیسی، رئیس قوه قضائیه، خواست تا صادق لاریجانی را در ارتباط با «زمین‌خواری» در «کلاک» لواسان تحت تعقیب قضایی قرار دهد.
ناطق نوری
گروه جنبش عدالتخواه دانشجویی در نامه‌ای از ابراهیم رئیسی، رئیس قوه قضائیه، خواست تا علی‌اکبر ناطق نوری را در ارتباط با «زمین‌خواری» در «کلاک» لواسان تحت تعقیب قضایی قرار دهد.
علیرضا پناهیان
در شهریور ۱۳۹۹، پناهیان دربارهٔ اشتراک مالکیتش در یک مجتمع مسکونی در سعادت‌آباد تهران گفت فقط یک آپارتمان دارد و آن هم «هدیهٔ دوستان» است. اما یاشار سلطانی، روزنامه‌نگار، سندی را منتشر کرد که نشان می‌داد او زمینی گران‌قیمت را نیز به بهای بسیار کم از یک ایرانی خارج از کشور خریده است. بر اساس این سند که تصویری از یک قولنامه است، آقای پناهیان یک قطعه زمین ۴۲۳ متری را به قیمت ۱۱ میلیون و هشتصد هزار تومان (هر متر مربع حدود ۲۸ هزار تومان) خریده است.
اکبر طبری
زمین‌خواری بزرگ کلارک لواسان
بیت رهبری
زمین‌خواری، کوه‌خواری و از بین بردن اراضی کشاورزی

## چالش‌های مقابله
```
 - ضعف نظارت و اجرای قوانین
 - پیچیدگی روندهای قضایی و حقوقی
 - کمبود شفافیت در ثبت اسناد و املاک
```

## راهکارها
```
 - اصلاح قوانین و نظارت شدیدتر بر تغییر کاربری اراضی
 - افزایش شفافیت در سیستم ثبت اسناد و مالکیت
 - تشدید برخوردهای قانونی با متخلفان
 - فرهنگ‌سازی و آگاهی‌بخشی عمومی
```